# Miguel Indurain
Miguel Indurain Larraya (auch: Induráin; * 16. Juli 1964 in Villava-Atarrabia, Navarra) ist ein ehemaliger spanischer Radrennfahrer. Er zählt mit fünf Siegen bei der Tour de France, zwei Siegen beim Giro d’Italia, je einem Olympiasieg und einer Weltmeisterschaft im Einzelzeitfahren sowie einem Stundenweltrekord zu den erfolgreichsten Radrennfahrern der Geschichte.

## Karriere

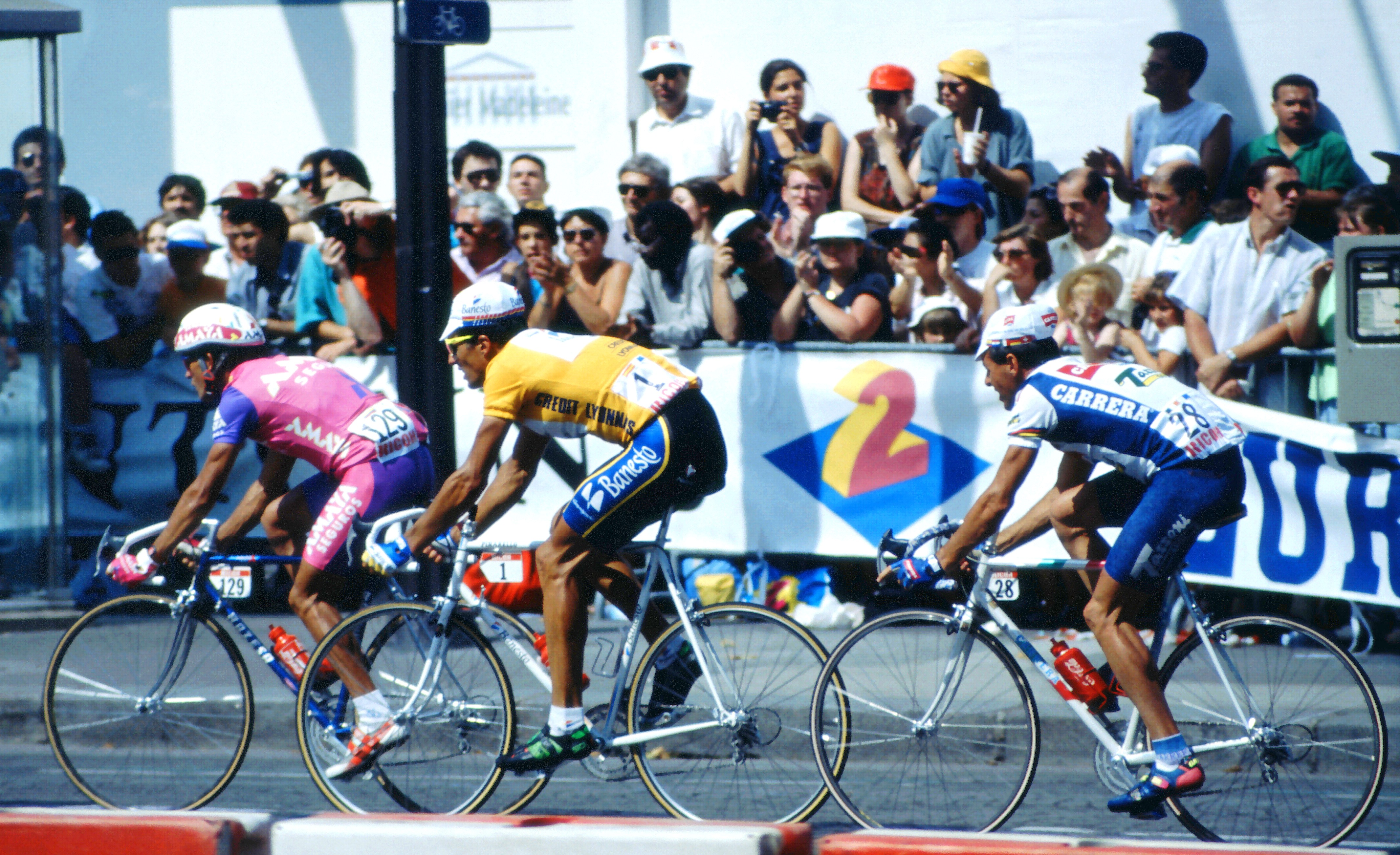
Induráin mit Gelbem Trikot während des Finales der Tour de France 1992 auf den Champs Élysées. Paris

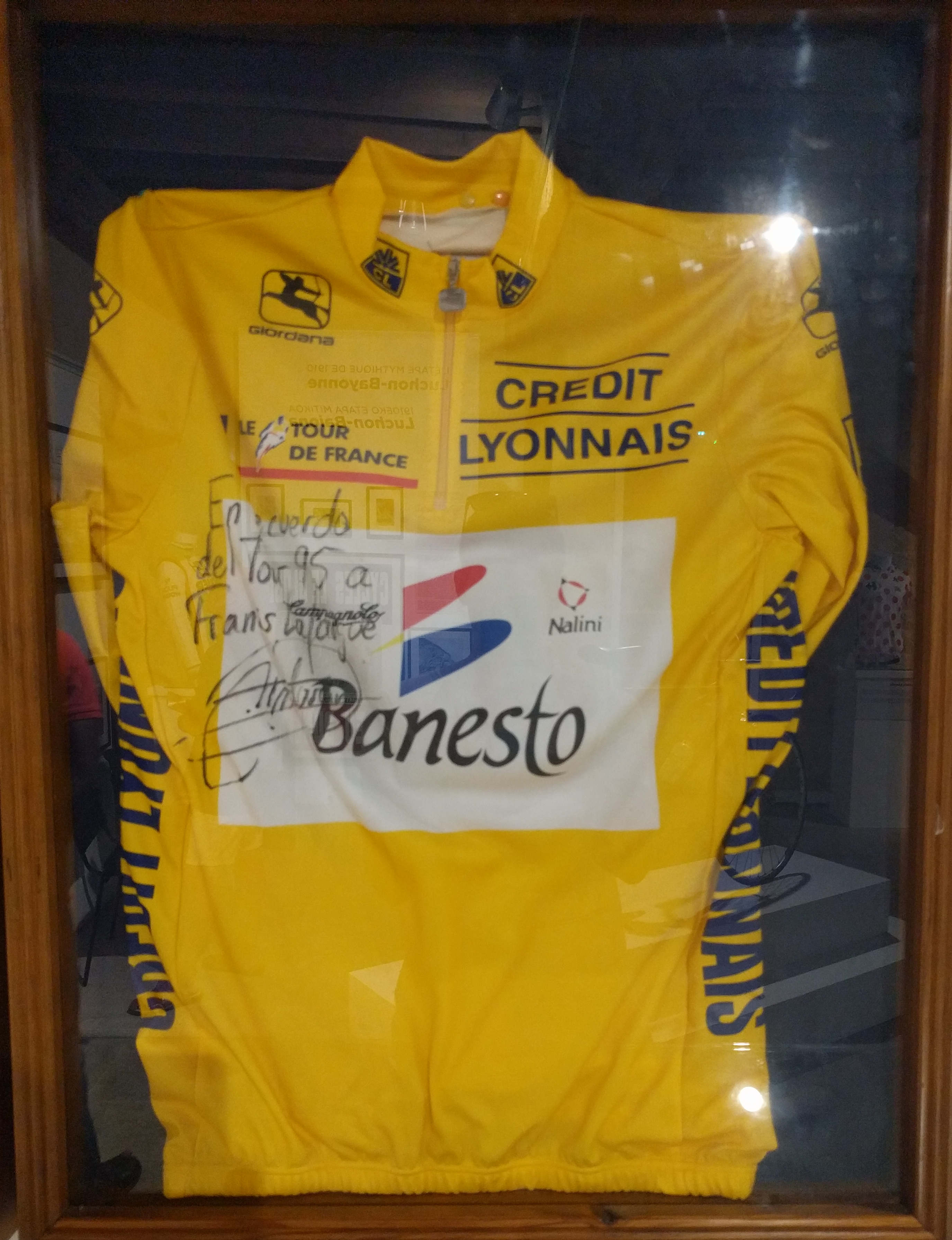
Gelbes Trikot von Induráin, Tour de France 1995

Indurains Radsportkarriere beruhte auf außergewöhnlichen körperlichen Werten. Indurains Lungenkapazität betrug acht Liter und damit drei Liter mehr als der Durchschnitt beim Menschen. Mit nur 28 Herzschlägen pro Minute hält er den Rekord für den niedrigsten Ruhepuls, der je bei einem gesunden Menschen gemessen wurde. Seine Größe von 1,86 m und sein Renngewicht von 76 kg brachten ihm den Spitznamen Big Mig ein, führten jedoch zu guten Hebelverhältnissen und Kraftwerten.
Nachdem Indurain in seinem ersten Jahr im Erwachsenenbereich 1983 als 18-Jähriger spanischer Meister der Amateure im Straßenrennen geworden war und bei den Olympischen Sommerspielen 1984 am Einzelstraßenrennen teilgenommen hatte, wurde er 1985 Profi beim Radsportteam Reynolds (ab 1990 unter dem Namen Banesto), bei dem er bis zum Ende seiner Karriere 1996 blieb. Sein Team-Chef José Miguel Echavarri García galt auch als sein Entdecker und Förderer. Als Amateur war er auch bei der Internationalen Friedensfahrt 1984 am Start, fuhr dort aber unauffällig und wurde 70. im Gesamtklassement.
Zunächst fuhr Indurain als Profi vor allem als Mannschaftshelfer, so auch bei der Tour de France 1988, die Teamkapitän Pedro Delgado gewinnen konnte. Er erzielte jedoch auch individuelle Erfolge und gewann u. a. 1988 die Katalonien-Rundfahrt, 1989 und 1990 jeweils Paris-Nizza und 1991 das Weltcup-Rennen Clásica San Sebastián.
Ab 1991 war Indurain alleiniger Kapitän seiner Mannschaft und gewann von 1991 bis 1995 fünfmal in Folge die Tour de France; er war damit der vierte Fahrer, der fünfmal gewann, und der erste, dem dies ohne Unterbrechung gelang. Er profitierte dabei vielfach von sehr langen Einzelzeitfahren, in denen er jeweils mehrere Minuten Vorsprung herausfahren konnte. In den Jahren 1992 und 1993 siegte Indurain darüber hinaus auch noch beim Giro d’Italia. Zu diesen Siegen kamen noch mehrere Siege in kürzeren Rundfahrten, darunter weitere zwei Male die Katalonien-Rundfahrt und zweimal die Dauphiné Libéré. Am 2. September 1994 stellte Indurain mit 53,040 Kilometern einen neuen Stundenweltrekord auf, der wenige Wochen später durch Tony Rominger überboten wurde. Bei den Weltmeisterschaften 1995 siegte Indurain im Einzelzeitfahren und wurde Zweiter im Straßenrennen hinter seinem Landsmann Abraham Olano.
Sein Versuch, bei der Tour de France 1996 seinen sechsten Sieg in Folge zu erringen, scheiterte. Beim Sieg des Dänen Bjarne Riis wurde Indurain lediglich Elfter im Gesamtklassement. Auf der durch seinen Geburtsort führenden letzten Bergetappe verlor er acht Minuten. Bei den anschließenden Olympischen Spielen in Atlanta gewann er im Einzelzeitfahren die Goldmedaille. Er startete noch bei der Vuelta a España 1996, gab das Rennen aber auf und beendete seine Karriere.
Indurain wurde während seiner Karriere nicht wegen Dopings belangt. Zwar wurde er 1994 bei der Tour de l’Oise positiv auf Salbutamol getestet, doch das Internationale Olympische Komitee und die UCI erlaubten diese in Frankreich verbotene Substanz zur Nutzung als Asthmaspray. Aufgrund eines entsprechenden Attests wurde Indurain entlastet. Im Jahr 2013 wurden Kontakte zum umstrittenen Mediziner Francesco Conconi bekannt. Conconi hat in den Jahren 1992 bis 1995 verschiedenen Radrennsportlern nachweislich EPO verabreicht.

## Ehrungen und Funktionen
1992 erhielt Miguel Indurain den Prinz-von-Asturien-Preis und wurde nach seinem fünften Sieg bei der Tour de France in Lausanne mit dem Olympischen Orden ausgezeichnet. 1992 und 1993 erhielt er den Vélo d’Or, mit dem der beste Radrennfahrer einer Saison geehrt werden soll. In den gleichen Jahren wählte ihn die italienische Sportzeitschrift La Gazzetta dello Sport zum Weltsportler des Jahres.
Indurain ist Mitglied im spanischen Olympischen Komitee und wurde in den UCI-Ausschuss für Profiradsport berufen. Er ist Ehrenvorsitzender der Miguel-Induráin-Stiftung und setzt sich für die Laureaus-Stiftung ein.

## Erfolge (Auswahl)
| 1986 - Gesamtwertung Tour de l’Avenir - Gesamtwertung Murcia-Rundfahrt 1988 - eine Etappe Vuelta a España - Gesamtwertung Katalonien-Rundfahrt 1989 - Gesamtwertung Paris-Nizza - Gesamtwertung Critérium International - eine Etappe Tour de France 1990 - Gesamtwertung Paris-Nizza - eine Etappe Tour de France - Clásica San Sebastián 1991 - Gesamtwertung Katalonien-Rundfahrt - Gesamtwertung und zwei Etappen Tour de France 1992 - Gesamtwertung, zwei Etappen und Intergiro Giro d’Italia | - Gesamtwertung Katalonien-Rundfahrt - Spanische Meisterschaft – Straßenrennen - Gesamtwertung, Prolog und zwei Etappen Tour de France 1993 - Gesamtwertung Vuelta a Castilla y León - Gesamtwertung und zwei Etappen Giro d’Italia - Gesamtwertung, Prolog und eine Etappe Tour de France 1994 - Gesamtwertung und eine Etappe Tour de France 1995 - Gesamtwertung GP du Midi Libre - Gesamtwertung Galicien-Rundfahrt - Gesamtwertung Critérium du Dauphiné Libéré - Gesamtwertung und zwei Etappen Tour de France - Weltmeister – Einzelzeitfahren 1996 - Gesamtwertung Asturien-Rundfahrt - Gesamtwertung Euskal Bizikleta - Gesamtwertung Critérium du Dauphiné Libéré - Olympische Spiele – Einzelzeitfahren |

## Grand Tour-Platzierungen
| Grand Tour            | 1984 | 1985 | 1986 | 1987 | 1988 | 1989 | 1990 | 1991 | 1992 | 1993 | 1994 | 1995 | 1996 |
| --------------------- | ---- | ---- | ---- | ---- | ---- | ---- | ---- | ---- | ---- | ---- | ---- | ---- | ---- |
| Giro d’ItaliaGiro     | –    | –    | –    | –    | –    | –    | –    | –    | 1    | 1    | 3    | –    | –    |
| Tour de FranceTour    | –    | –    | DNF  | 97   | 47   | 17   | 10   | 1    | 1    | 1    | 1    | 1    | 11   |
| Vuelta a EspañaVuelta | DNF  | 84   | 92   | DNF  | DNF  | DNF  | 7    | 2    | –    | –    | –    | –    | DNF  |